# 怪談 (1965年電影)
《怪談》（日语：／，英語片名：Kwaidan），1965年（昭和40年）發行的日本電影，由文藝製片人蔘俱樂部製作，東寶配銷，小林正樹導演。該片是小泉八雲原作《怪談》收錄的〈黒髪〉、〈雪女〉、〈無耳芳一的故事〉及《骨董》收錄的〈茶碗中〉等4個怪談故事的電影化綜合作品。
該片曾獲得1965年第18屆坎城影展評審團獎。

## 劇情概要

### 黑髮
在古代的京都，有一個貧窮的武士，他為了一個職位而離開妻子遠行，在那裡與一個富裕家庭的女兒結婚。但這是個自私和殘忍的女人，武士總是想起前妻，並為自己的自私而感到後悔。任期結束後，他回到家，發現妻子正在織布。他為自己的所作所為道歉，並與妻子共度良宵。但當他在黎明時分醒來時，發覺身邊有長長的黑髮，是從他妻子的骷髏頭上長出來的。

### 雪女
武藏國的巳之吉與茂作一起去森林裡撿柴，但他們遇到了暴風雪，不得不在森林裡的一個小屋裡過夜。那天晚上，巳之吉看到一個穿著白色和服的女人。這個女人對茂作呼出白氣，把他凍死了，並對巳之吉說：「不要告訴任何人你今晚看到的東西。」一年後，巳之吉去森林裡撿柴火，在回來的路上，他遇到了一個叫雪女的美麗年輕女子，兩人結婚並有了三個孩子，村里的人都很羡慕他。在一個暴風雪的晚上，巳之吉看著雪女的臉，突然說起他十年前在山間小屋遇到雪女的事。雪女聽了感到很困擾，便說：「那個女人就是我。如果你讓孩子們不開心，你就活不成了……」說完話後，她便消失在暴風雪中。

### 無耳芳一的故事
一天晚上，盲人琵琶法師芳一面前出現一位穿著盔甲的男子，表示因有高貴人物想聽他演奏琵琶而來迎接，於是就帶他到一個地方。在那裡，他用琵琶彈奏並唱出《平家物語》中壇之浦之戰的情節。從那開始，武士每天晚上都來接他，芳一反復表演琵琶。寺廟的住持擔心每晚都出門的芳一，所以讓寺廟男僕矢作和松造跟在芳一後面。那天晚上，寺廟男僕看到芳一在平家的墓地前演奏琵琶，那裡有鬼魂在飛舞著。住持知道芳一被平家的怨靈所糾纒，於是在芳一的身上寫滿了《般若心經》。那天晚上，武士像往常一樣來接芳一，叫了幾次他的名字，都沒有回應。他只看到兩隻耳朵漂浮在空中，就把它們割下帶回去。芳一按住兩耳部位，痛苦地暈倒在地。原來是住持忘了在芳一的耳朵寫上經文。從此，芳一被稱為無耳芳一，其名聲遠播。

### 茶碗中
關內是中川佐渡守的家臣。他於新年巡行的路上，在一家茶館將水倒入碗中，並將臉部靠近，看到一個陌生男人的臉倒映在水面上。他不管是換水或換碗，同一張人臉依然出現。最終，他喝下碗中所有的水。那天晚上，關內正在值夜班時，出現一位自稱式部平内的年輕武士。他就是白天出現在茶碗裡的那個人。關內持刀砍他，但他消失了。關內回到他的房間，有三位武士來訪。這三人自稱是平內的家臣，他們說：「我們的主人被你砍傷後正在休養，下個月16日會回來報仇。」關內便持刀向三人砍去。

## 主要演員

### 黒髪
- 前妻：新珠三千代
- 後妻：渡辺美佐子
- 武士：三国連太郎（東映）

### 雪女
- 巳之吉：仲代達矢
- 雪女：岸惠子
- 巳之吉之母：望月優子
- 村女：菅井きん、千石規子、野村アキ子
- 茂作：浜村純

### 無耳芳一的故事
- 無耳芳一：中村賀津雄
- 甲冑武士：丹波哲郎
- 住持：志村喬
- 矢作（寺廟男僕）：田中邦衛
- 松造（寺廟男僕）：花澤德衛

### 茶碗中
- 關內（中川佐渡守家臣）：中村翫右衛門
- 式部平內：仲谷昇
- 土橋久蔵（平內的家臣）：天本英世
- 岡村兵六（平內的家臣）：玉川伊佐男

## 外部連結
- 互联网电影数据库（IMDb）上《怪談》的资料（英文）